# Francisco Herrera el Mozo
Pour les articles homonymes, voir Herrera.

Francisco Herrera, el Mozo (le Jeune) est un peintre et architecte baroque espagnol, né à Séville en 1622, et mort à Madrid le 25 août 1685.

## Biographie
Il est le fils du peintre Francisco de Herrera le Vieux (Francisco de Herrera el Viejo). Il a commencé son apprentissage avec lui, mais fuyant son mauvais caractère et sa brutalité, il est parti poursuivre sa formation à Rome, dans le milieu des disciples de Cortone, dans les années 1640.
Il a développé un style dynamique et nerveux, avec des coloris clairs et brillants, de violents contrastes d'ombre et de lumière. Il s'est d'abord spécialisé dans la peinture de natures mortes le faisant appeler « lo spagnuolo dei pesci ».
Il revient à Séville vers 1655. Il y peint ses premiers chefs-d'œuvre, en 1656, l'Adoration du Saint-Sacrement, en 1657, L'Apothéose de Saint François, deux tableaux se trouvant dans la cathédrale de Séville. En 1660, en compagnie de Murillo, il participe à la création d'une Académie dont il a été un des présidents.
À son retour en Espagne, il a peint entre juillet et octobre 1654, Le Triomphe d'Hermenegilde placé dans le couvent des Carmes déchaux de Madrid avant d'être acquis en 1832 par Ferdinand VII pour le musée royal. D'après Palomino, Herrera en était si fier qu'« il se permit de dire que ce tableau devait être placé (à l'autel) au son des clairons et des timbales ».
Des rivalités et des jalousies entre des personnes ayant un caractère orgueilleux vont l'amener à quitter Séville pour s'établir à Madrid. Le Triomphe d'Hermenegilde, son œuvre maîtresse, va lui ouvrir toutes les portes. Il va devenir un peintre ayant une grande influence sur la peinture madrilène. Il a obtenu le poste d'architecte et de peintre du roi. Il a alors exécuté des peintures décoratives à fresque et à la détrempe qui n'ont pas été conservées. Il a participé à des scénographies et créé des machineries pour des comédies au Buen Retiro dont des dessins ont été conservés.

## Œuvres
- Saint Jean interrogé par les juifs (v. 1635-1640), huile sur toile, 216 × 151 cm,  Musée des beaux-arts, Rouen.
- Triomphe de saint Hermenegilde, 1654, Musée du Prado, Madrid.
- Apothéose de l'Eucarestie, 1656, Cathédrale de Séville.
- Saint Léon le Grand, 1656-1657, Musée du Prado.
- Stigmates de saint François, 1657, Cathédrale de Séville.
- Saint Antoine de Padoue, 1660-1670, Musée du Prado.

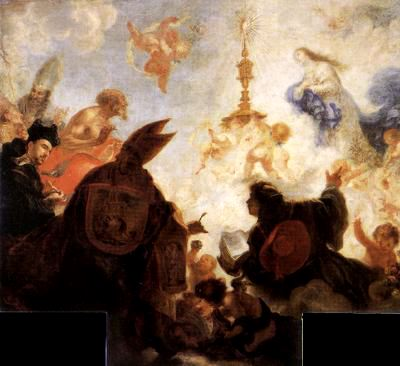
Apothéose de l'Eucaristie Cathédrale de Séville
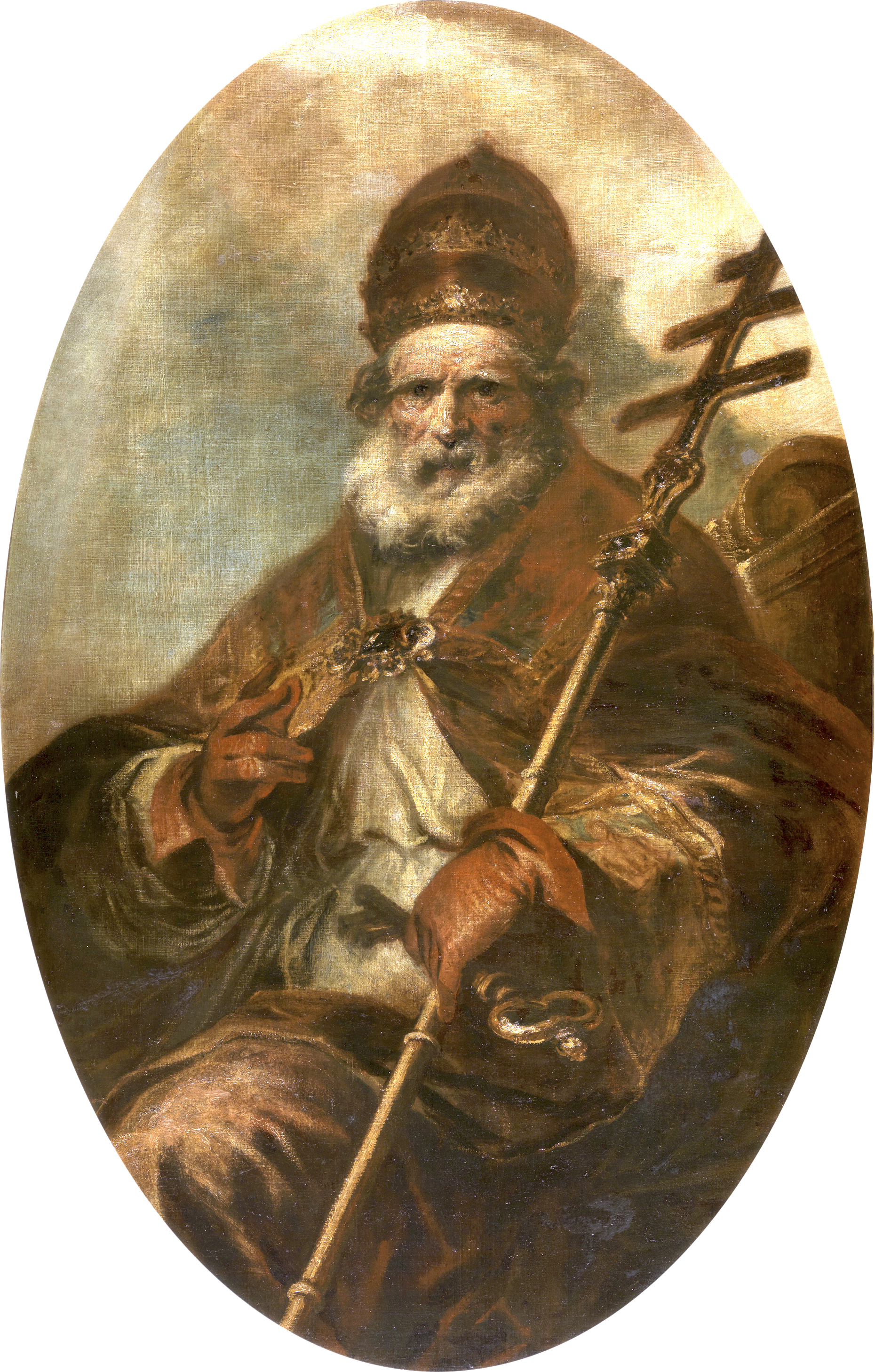
Saint Léon le Grand Musée du Prado
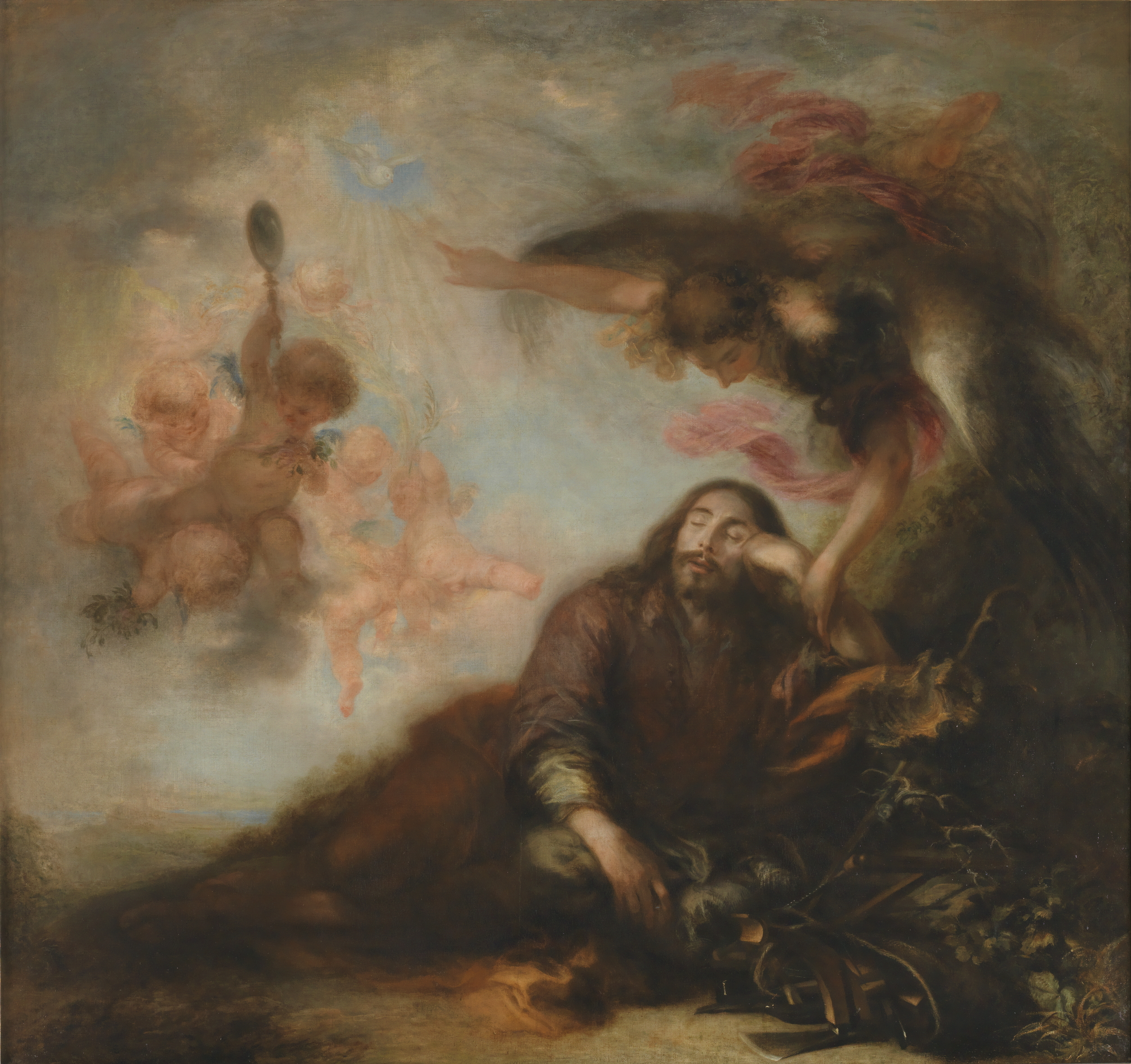
Le songe de saint Joseph Musée du Prado
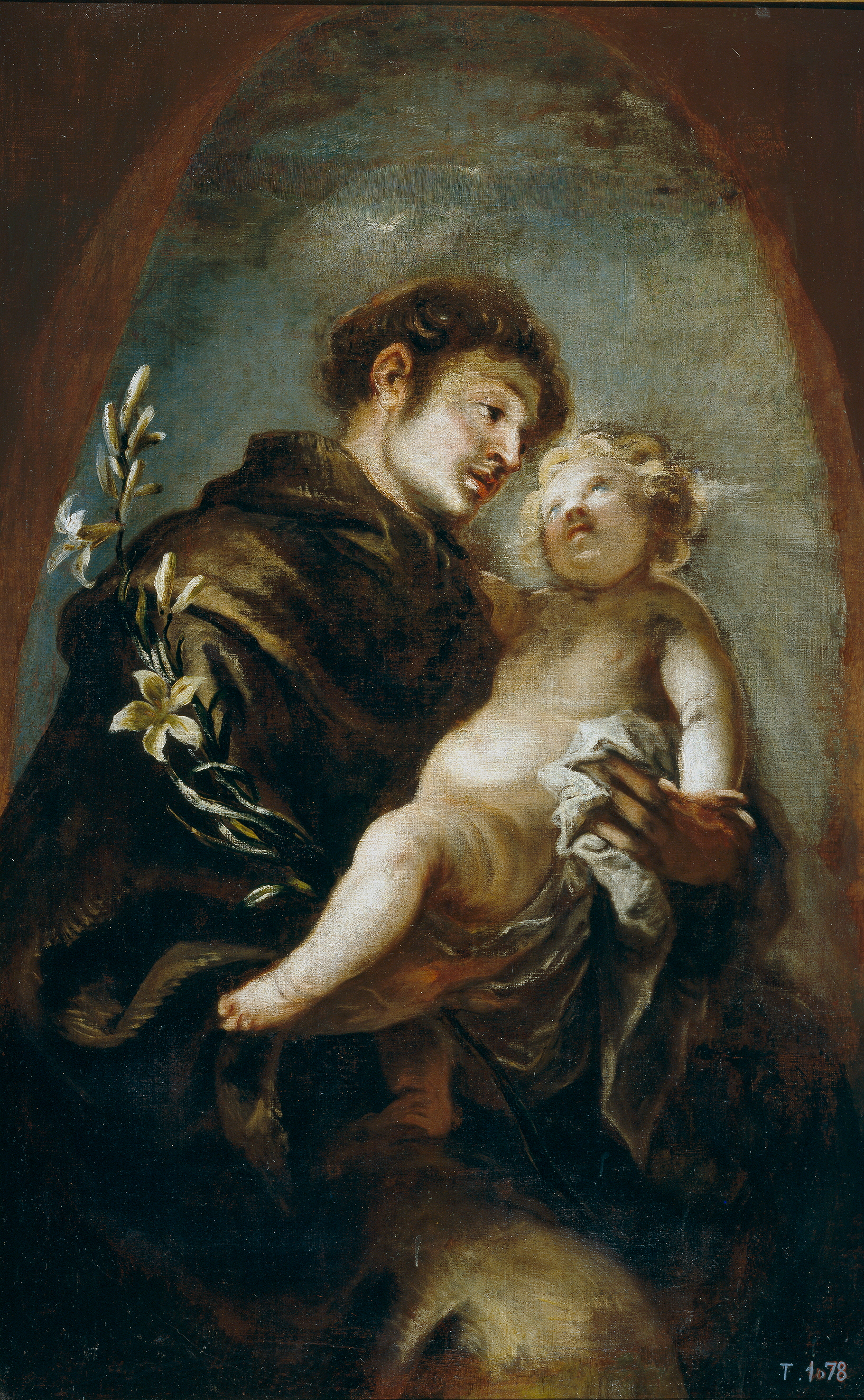
Saint Antoine de Padoue Musée du Prado